# دربند (هشترود)
دربند هي قرية في مقاطعة هشترود، إيران. عدد سكان هذه القرية هو 239 في سنة 2006.